# فدراسیون بین‌المللی هندبال
فدراسیون بین‌المللی هندبال (به انگلیسی: International Handball Federation) اتحادیه‌ای از فدراسیون‌های ملی هندبال است که در سال ۱۹۴۶ توسط کشورهای سوئد، دانمارک، هلند، فرانسه، نروژ، سوئیس و لهستان تأسیس شد و هم‌اکنون ۱۵۹ فدراسیون ملی به آن پیوسته‌اند. مقر این فدراسیون در بازل، سوئیس قرار دارد و حسن مصطفی از مصر ریاست آن را بر عهده دارد.
این فدراسیون مسابقات قهرمانی هندبال جهان در بخش مردان را از سال ۱۹۵۴ و در رده زنان را از سال ۱۹۵۷ به‌طور منظم برگزار کرده‌است، رقابت‌هایی که در حال حاضر به‌طور دوسالانه و با شرکت ۲۴ تیم ملی برگزار می‌شوند.

## تاریخچه
این فدراسیون جایگزین فدراسیون بین‌المللی هندبال آماتور شد که در سال ۱۹۲۸ تأسیس شده بود.

## ساختار

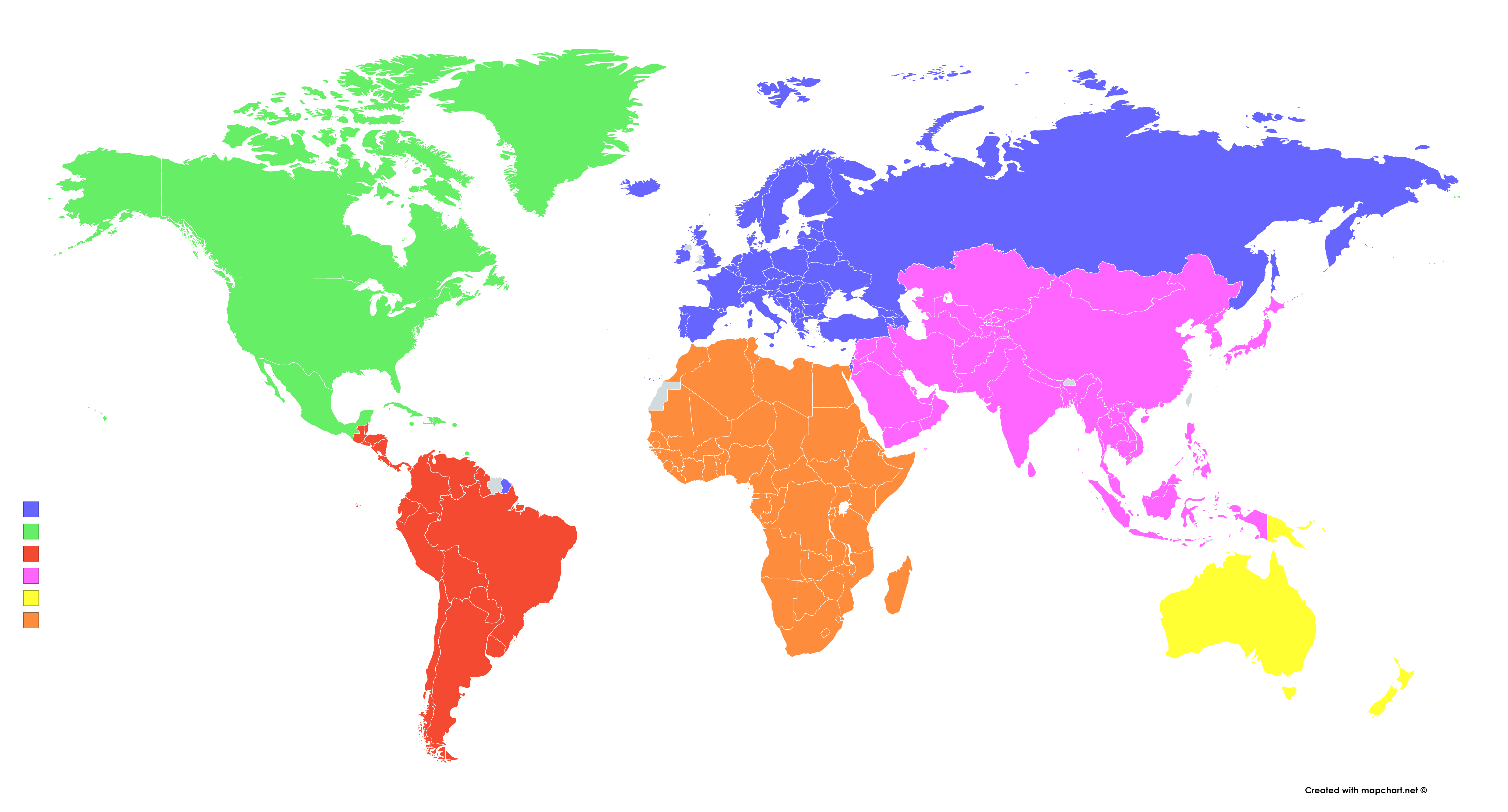

۱۵۹ فدراسیون ملی عضو این سازمان در قالب ۵ کنفدراسیون قاره‌ای؛ آسیا، اروپا، آفریقا، آمریکا و اقیانوسیه قرار گرفته‌اند.